# Dimitar Khlebarov
Dimitar Petrov Khlebarov (en bulgare : Димитър Петров Хлебаров ; né le 3 septembre 1934 à Yambol, mort le 28 octobre 2009) est un athlète bulgare, spécialiste du saut à la perche.

Son record personnel est de 4,96 m obtenu à Sofia en 1965. 